# Daiana Iastremska
Daiana Oleksandrívna Iastremska (în ucraineană Даяна Олександрівна Ястремська; n. 15 mai 2000, Odesa, Ucraina) este o jucătoare de tenis ucraineană. Cea mai bună clasare a sa la simplu este locul 21 mondial, în ianuarie 2020, iar la dublu locul 82 mondial, tot în ianuarie 2020. A câștigat trei titluri la simplu pe circuitul WTA, precum și trei titluri la simplu și trei titluri la dublu pe circuitul ITF.

## Carieră

### Cariera de junioare
Cea mai bună clasare a ei în cariera de junioare a fost locul 6 obținut la vârsta de 15 ani, când a ajuns în sferturile de finală ale probei de simplu și în finala probei de dublu pentru junioare la turneul Australian Open din 2016. Și-a continuat parcursul bun, ajungând în finala probei de simplu pentru junioare la turneul de la Wimbledon, unde a fost învinsă în două seturi de rusoaica Anastasia Potapova.

### 2016: Debutul în turneele pentru senioare
După ce a câștigat primul ei titlu ITF în Brazilia, Iastremska a debutat pe tabloul principal al unui turneu WTA la İstanbul Cup, unde a primit un wild card în proba de simplu. Cu toate acestea, ea a pierdut partida din prima rundă împotriva capului de serie nr. 6 Nao Hibino în setul decisiv (6-2, 4-6, 3-6). 

### 2017: Prima victorie în circuitul WTA
Iastremska a obținut prima victorie într-un turneu WTA la İstanbul Cup, unde a învins-o pe capul de serie nr. 8 Andrea Petkovic cu scorul 3-6, 6-0, 6-3. A câștigat apoi în runda a doua meciul cu Anna Kalinskaya (6-1, 6-4), dar a pierdut în sferturile de finală împotriva Janei Čepelová în trei seturi după ce a condus cu 5-2 în al doilea set și a servit pentru meci. Mai târziu, Iastremska a făcut echipă cu Potapova și au câștigat primul lor titlu la dublu în turneul ITF de la Praga. A urmat victoria în turneul ITF de la Dunakeszi (Ungaria) și calificarea în finala Cupei Neva de la Sankt Petersburg, unde a pierdut în meciul cu Belinda Bencic.

### 2018: Intrarea în topul 100, primul titlu WTA
Iastremska a debutat în competiția de senioare a unui turneu de Mare Șlem la Australian Open, jucând în turneul de calificări, unde a câștigat primul său meci împotriva capului de serie nr. 17 Misaki Doi, dar a fost eliminată în runda a doua de Alexandra Dulgheru cu scorul 6-7 (6-8), 0 -6. S-a calificat apoi pe tabloul principal al turneului de la Acapulco, dar s-a accidentat la gleznă în timpul meciului din prima rundă cu Monica Puig și a fost nevoită să se retragă. 
Următorul ei turneu a fost turneul ITF de la Cagnes-sur-Mer (Franța) din luna mai. A concurat în calificări și a ajuns pe tabloul principal, învingându-și toate adversale până în finală, unde a pierdut în două seturi cu Rebecca Peterson . A atins, de asemenea, faza finalei în turneul echivalent de la Ilkley (Yorkshire), pierzând în trei seturi cu Tereza Smitková, jucătoare venită din calificări. Iastremska a servit pentru primul set la 5-4, dar nu a putut să câștige, iar setul a ajuns în cele din urmă la tie-break. După ce Iastremska a câștigat al doilea set, meciul s-a decis în tie-break-ul celui de-al treilea set, după ce ambele jucătoare și-au pierdut de două propriul serviciu. Revenind de la 3-4, Smitková a reușit să o determine pe Iastremska să greșească, câștigând patru puncte consecutive pentru a deveni campioană. 
În săptămâna următoare, Iastremska a jucat în turneul de la Roehampton, încercând să se califice pentru Wimbledon. A învins-o pe Magdalena Fręch în prima rundă de calificări, dar a pierdut apoi în a doua rundă în meciul cu Barbara Haas. A mers apoi la turneul de la Roma și câteva zile mai târziu la turneul ITF Tiro A Volo, unde a triumfat în tururile preliminare și a învins-o în finală pe Anastasia Potapova, câștigând cu scorul 6-1, 6-0 în doar 45 de minute. Săptămâna următoare, la Budapesta, a ajuns în semifinalele Hungarian Pro Circuit Ladies Open, fiind învinsă în trei seturi de Ekaterina Alexandrova. 
După un sezon de vară încărcat în circuitul ITF, Iastremska a devenit prima femeie născută în anii 2000 care a intrat în topul 100 al clasamentului WTA, ajungând pe locul 100 în iulie 2018.
În octombrie a concurat la turneul internațional de la Hong Kong. Ea le-a învins în două seturi pe Fanny Stollár, Zheng Saisai, Kristína Kučová și Zhang Shuai și a ajuns în prima ei finală a unui turneu WTA. Acolo s-a confruntat cu capul de serie nr. 6 Wang Qiang, învingând-o decisiv cu 6-2, 6-1 și câștigând primul ei titlu WTA. Urmarea acestei victorii a fost urcarea a 36 de locuri în clasamentul mondial, până pe locul 66, depășindu-și cea mai bună clasare a ei de până atunci (locul 96). Cu această victorie, ea a devenit cea mai tânără jucătoare ucraineană care a câștigat un turneu WTA.  Întorcându-se în Europa, a ajuns în semifinalele Luxembourg Open, unde a fost învinsă în tie-break-ul setului decisiv de Belinda Bencic. În drumul spre semifinale a obținut cea mai mare victorie a carierei sale împotriva fostului nr. 1 mondial și dublă câștigătoare a unui turneu de Mare Șlem, Garbiñe Muguruza. Și-a îmbunătățit astfel poziția din clasamentul mondial, urcând alte șase locuri până pe locul 60. A încheiat anul 2018 pe poziția 58.

### 2019: Două titluri WTA
Iastremska a început anul competițional, retrăgându-se în calificările turneului de la Brisbane și ajungând apoi în faza sferturilor de finală la turneul de la Hobart. Ea a câștigat primele două meciuri într-un turneu de Mare Șlem la Australian Open, înainte de a fi învinsă de Serena Williams în runda a treia, și a pierdut în prima rundă a probei de dublu. 
A concurat apoi în turneul de la Hua Hin din Thailanda. După ce le-a învins pe Arantxa Rus, Peng Shuai, capul de serie nr. 1 Garbiñe Muguruza și Magda Linette, a ajuns în cea de-a doua finală WTA a carierei. Iastremska a jucat împotriva Ajlei Tomljanović și a revenit după o pauză medicală de la 2-5 în setul decisiv pentru a câștiga cu scorul 6-2, 2-6, 7-6 (7-3). Pauza medicală a fost luată atunci când Tomljanović era pe punctul de a servi pentru meci, făcând-o pe australiană să se plângă cu amărăciune arbitrului de scaun. Acest rezultat a determinat urcarea Daianei Iastremsla pe cea mai bună poziție a carierei de până atunci, locul 34. 
A făcut parte apoi din echipa Ucrainei în meciul de Fed Cup împotriva Poloniei, învingând-o în singurul ei meci pe Iga Świątek în două seturi, și apoi a fost învinsă de Muguruza în primul tur al turneului din Dubai. A pierdut, de asemenea, în primul tur la Indian Wells împotriva Dariei Gavrilova și în runda a doua la Miami împotriva viitoarei campioane Ashleigh Barty. 
În mai a fost clasată cap de serie nr. 6 la Strasbourg. Ea le-a învins în două seturi pe Pauline Parmentier, Samantha Stosur, Fiona Ferro și Aryna Sabalenka, pentru a ajunge la cea de-a treia finală a unui turneu WTA. Acolo a jucat cu capul de serie nr. 4, Caroline Garcia, pe care a învins-o în trei seturi cu scorul 6-4, 5-7, 7-6 (7-3), revenind după ce Garcia a avut minge de meci, câștigând al treilea turneu WTA din carieră și urcând astfel pe locul 32, cea mai bună clasare în clasamentul mondial. 

## Finale în circuitul WTA

### Simplu: 3 (3 titluri)
| Victorii - Înfrângeri                       |
| ------------------------------------------- |
| Turnee de Mare Șlem (0-0)                   |
| Turneul Campioanelor (0-0)                  |
| Turnee Premier Mandatory și Premier 5 (0-0) |
| Turnee Premier (0-0)                        |
| International (3-0)                         |

| Finale după suprafață |
| --------------------- |
| Hard (2-0)            |
| Zgură (1-0)           |
| Iarbă (0-0)           |
| Carpetă (0-0)         |

| Rezultat | Victorii - Înfrângeri | Dată           | Turneu                               | Categorie     | Teren | Adversară        | Scor               |
| -------- | --------------------- | -------------- | ------------------------------------ | ------------- | ----- | ---------------- | ------------------ |
| Victorie | 1–0                   | Octombrie 2018 | Hong Kong Open                       | International | Hard  | Wang Qiang       | 6–2, 6–1           |
| Victorie | 2–0                   | Februarie 2019 | Hua Hin Championships, Thailanda     | International | Hard  | Ajla Tomljanović | 6–2, 2–6, 7–6(7–3) |
| Victorie | 3–0                   | Mai 2019       | Internationaux de Strasbourg, Franța | International | Zgură | Caroline Garcia  | 6–4, 5–7, 7–6(7–3) |

## Finale în turneele de Mare Șlem pentru junioare

### Simplu
| Rezultat   | An   | Turneu    | Suprafață | Adversară          | Scor     |
| ---------- | ---- | --------- | --------- | ------------------ | -------- |
| Înfrângere | 2016 | Wimbledon | Iarbă     | Anastasia Potapova | 4–6, 3–6 |

### Dublu
| Rezultat   | An   | Turneu          | Suprafață | Parteneră          | Adversare                         | Scor     |
| ---------- | ---- | --------------- | --------- | ------------------ | --------------------------------- | -------- |
| Înfrângere | 2016 | Australian Open | Hard      | Anastasia Zarytska | Anna Kalinskaya Tereza Mihalíková | 1–6, 1–6 |

## Finale în circuitul ITF

### Simplu: 6 (3 titluri, 3 înfrângeri)
| Legendă             |
| ------------------- |
| Turnee de 100.000 $ |
| Turnee de 80.000 $  |
| Turnee de 60.000 $  |
| Turnee de 25.000 $  |
| Turnee de 15.000 $  |

| Finale după suprafață |
| --------------------- |
| Hard (0-1)            |
| Zgură (3-1)           |
| Iarbă (0-1)           |
| Carpetă (0-0)         |

| Rezultat   | Victorii - Înfrângeri | Dată            | Turneu                      | Categorie | Suprafață | Adversară          | Scor                    |
| ---------- | --------------------- | --------------- | --------------------------- | --------- | --------- | ------------------ | ----------------------- |
| Victorie   | 1–0                   | Martie 2016     | ITF Campinas, Brazilia      | 25.000    | Zgură     | Alizé Lim          | 6–4, 6–4                |
| Victorie   | 2–0                   | Septembrie 2017 | ITF Dunakeszi, Ungaria      | 60.000    | Zgură     | Katarina Zavatska  | 6–0, 6–1                |
| Înfrângere | 2–1                   | Septembrie 2017 | ITF Saint Petersburg, Rusia | 100.000   | Hard (i)  | Belinda Bencic     | 2–6, 3–6                |
| Înfrângere | 2–2                   | Mai 2018        | ITF Cagnes-sur-Mer, Franța  | 100.000   | Zgură     | Rebecca Peterson   | 4–6, 5–7                |
| Înfrângere | 2–3                   | Iunie 2018      | ITF Ilkley, Marea Britanie  | 100.000   | Iarbă     | Tereza Smitková    | 6–7(2–7), 6–3, 6–7(4–7) |
| Victorie   | 3–3                   | Iulie 2018      | ITF Rome, Italia            | 60.000+H  | Zgură     | Anastasia Potapova | 6–1, 6–0                |

### Dublu: 3 (3 titluri)
| Legendă             |
| ------------------- |
| Turnee de 100.000 $ |
| Turnee de 80.000 $  |
| Turnee de 60.000 $  |
| Turnee de 25.000 $  |
| Turnee de 15.000 $  |

| Finale după suprafață |
| --------------------- |
| Hard (1-0)            |
| Zgură (2-0)           |
| Iarbă (0-0)           |
| Carpetă (0-0)         |

| Rezultat | Victorii- Înfrângeri | Dată           | Turneu                               | Categorie | Suprafață | Parteneră          | Adversare                         | Scor     |
| -------- | -------------------- | -------------- | ------------------------------------ | --------- | --------- | ------------------ | --------------------------------- | -------- |
| Victorie | 1–0                  | Februarie 2017 | ITF Moscow, Rusia                    | 25.000    | Hard (i)  | Vera Lapko         | Bibiane Schoofs Ekaterina Yashina | 7–5, 6–3 |
| Victorie | 2–0                  | Martie 2017    | ITF Santa Margherita di Pula, Italia | 25.000    | Zgură     | Olesya Pervushina  | Tara Moore Conny Perrin           | 6–4, 6–4 |
| Victorie | 3–0                  | Iulie 2017     | ITF Prague, Republica Cehă           | 80,000    | Zgură     | Anastasia Potapova | Mihaela Buzărnescu Alona Fomina   | 6–2, 6–2 |

## Cronologia performanțelor

### Simplu
Numai rezultatele de pe tabloul principal din WTA Tour, turneele de Mare Șlem și Jocurile Olimpice sunt incluse în evidențele Victorii-Înfrângeri.
Acest tabel a fost actualizat după turneul 2019 French Open.
| Turnee de Mare Șlem                         |              |               |               |               |           |           |           |
| Australian Open                             | A            | A             | Q2            | 3R            | 0 / 1     | 2–1       | 67%       |
| French Open                                 | A            | A             | A             | 1R            | 0 / 1     | 0–1       | 0%        |
| Wimbledon                                   | A            | A             | Q2            |               | 0 / 0     | 0–0       | –         |
| US Open                                     | A            | A             | 1R            |               | 0 / 1     | 0–1       | 0%        |
| Victorii-Înfrângeri                         | 0–0          | 0–0           | 0–1           | 2–2           | 0 / 3     | 2–3       | 40%       |
| Reprezentare națională                      |              |               |               |               |           |           |           |
| Jocurile Olimpice                           | A            | nu a avut loc | nu a avut loc | nu a avut loc | 0 / 0     | 0–0       | –         |
| Turnee ale campioanelor la sfârșitul anului |              |               |               |               |           |           |           |
| WTA Finals                                  | necalificată | necalificată  | necalificată  |               | 0 / 0     | 0–0       | –         |
| WTA Elite Trophy                            | necalificată | necalificată  | necalificată  |               | 0 / 0     | 0–0       | –         |
| Turnee WTA Premier Mandatory                |              |               |               |               |           |           |           |
| Indian Wells Open                           | A            | A             | A             | 1R            | 0 / 1     | 0–1       | 0%        |
| Miami Open                                  | A            | A             | A             | 2R            | 0 / 1     | 1–1       | 50%       |
| Madrid Open                                 | A            | A             | A             | 1R            | 0 / 1     | 0–1       | 0%        |
| China Open                                  | A            | A             | 1R            |               | 0 / 1     | 0–1       | 0%        |
| Turnee WTA Premier 5                        |              |               |               |               |           |           |           |
| Dubai / Qatar Open[1]                       | A            | A             | A             | 1R            | 0 / 1     | 0–1       | 0%        |
| Italian Open                                | A            | A             | A             | 1R            | 0 / 1     | 0–1       | 0%        |
| Canadian Open                               | A            | A             | A             |               | 0 / 0     | 0–0       | –         |
| Cincinnati Open                             | A            | A             | A             |               | 0 / 0     | 0–0       | –         |
| Wuhan Open                                  | A            | A             | A             |               | 0 / 0     | 0–0       | –         |
| Turnee WTA International                    |              |               |               |               |           |           |           |
| Hong Kong Open                              | A            | A             | V             |               | 1 / 1     | 5–0       | 100%      |
| Thailand Open                               | neorganizat  | neorganizat   | neorganizat   | V             | 1 / 1     | 5–0       | 100%      |
| Strasbourg Grand Prix                       | A            | Q1            | A             | V             | 1 / 1     | 5–0       | 100%      |
| Turnee jucate                               | 2            | 2             | 8             | 11            | 23        | 23        | 23        |
| Titluri                                     | 0            | 0             | 1             | 2             | 3         | 3         | 3         |
| Finale                                      | 0            | 0             | 1             | 2             | 3         | 3         | 3         |
| Hard V-Î                                    | 0–1          | 0–0           | 9–6           | 10–5          | 2 / 14    | 19–12     | 61%       |
| Zgură V-Î                                   | 0–1          | 2–1           | 0–1           | 5–4           | 1 / 8     | 7–7       | 50%       |
| Iarbă V-Î                                   | 0–0          | 0–1           | 0–0           | 0–0           | 0 / 1     | 0–1       | 0%        |
| Total V-Î                                   | 0–2          | 2–2           | 9–7           | 15–9          | 3 / 23    | 26–20     | 57%       |
| Victorii (%)                                | 0%           | 50%           | 56%           | 63%           | 56.52%    | 56.52%    | 56.52%    |
| Locul la sfârșitul anului                   | 342          | 189           | 60            |               | 708.916 $ | 708.916 $ | 708.916 $ |

Note
- 1  Primul turneu de categoria Premier 5 al anului a fost alternativ Dubai Tennis Championships și Qatar Total Open începând din 2009. Dubai a fost clasat turneu Premier 5 în perioada 2009-2011 înainte de a fi succedat de Doha în perioada 2012-2014. În 2015 Dubai și-a recâștigat statutul de turneu Premier 5, în timp ce Doha a fost retrogradat la statutul de turneu Premier. Cele două turnee și-au schimbat alternativ statutul în fiecare an începând de atunci.

### Dublu
| Turnee de Mare Șlem         |     |     |     |     |        |        |        |
| Australian Open             | A   | A   | A   | 1R  | 0/1    | 0-1    | 0%     |
| French Open                 | A   | A   | A   |     | 0/0    | 0-0    | –      |
| Wimbledon                   | A   | A   | A   |     | 0/0    | 0-0    | –      |
| US Open                     | A   | A   | A   |     | 0/0    | 0-0    | –      |
| Victorii-Înfrângeri         | 0-0 | 0-0 | 0-0 | 0-1 | 0/1    | 0-1    | 0%     |
| Turneele la care a concurat | 1   | 1   | 1   | 3   | 6      | 6      | 6      |
| Titluri                     | 0   | 0   | 0   | 0   | 0      | 0      | 0      |
| Finale                      | 0   | 0   | 0   | 0   | 0      | 0      | 0      |
| Hard V-Î                    | 1-1 | 0-0 | 1-1 | 2-2 | 0/4    | 4-4    | 50%    |
| Zgură V-Î                   | 0-0 | 1-1 | 0-0 | 2-1 | 0/2    | 3-2    | 60%    |
| Iarbă V-Î                   | 0-0 | 0-0 | 0-0 | 0-0 | 0/0    | 0-0    | –      |
| Total V-Î                   | 1-1 | 1-1 | 1-1 | 4-3 | 0/6    | 7-6    | 54%    |
| Victorii (%)                | 50% | 50% | 50% | 57% | 53,85% | 53,85% | 53,85% |
| Locul la sfârșitul anului   | 603 | 229 | 346 |     |        |        |        |

### Echipa de Fed Cup
Nivelurile Fed Cup în care Ucraina nu a concurat într-un anumit an sunt marcate cu „Nu a participat” sau „NP”.
| Fed Cup                              |         |     |     |
| Grupa mondială                       | NP      | NP  | 0–0 |
| Play-off-ul pentru Grupa mondială    | NP      | NP  | 0–0 |
| Grupa mondială II                    | NP      | NP  | 0–0 |
| Play-off-ul pentru Grupa mondială II | NP      |     | 0–0 |
| Grupa Zonală I Europa/Africa         | locul 7 |     | 2–0 |
| Victorii-Înfrângeri                  | 2–0     | 0–0 | 2–0 |

## Câștiguri în turneele WTA
| An       | Titluri în turneele de Mare Șlem | Titluri de simplu în turneele WTA | Total titluri de simplu | Câștiguri ($) | Locul ocupat în clasamentul câștigurilor |
| -------- | -------------------------------- | --------------------------------- | ----------------------- | ------------- | ---------------------------------------- |
| 2015     | 0                                | 0                                 | 0                       | 1.012         | 1443                                     |
| 2016     | 0                                | 0                                 | 0                       | 15.970        | 418                                      |
| 2017     | 0                                | 0                                 | 0                       | 39.851        | 303                                      |
| 2018     | 0                                | 1                                 | 1                       | 333.427       | 109                                      |
| 2019*    | 0                                | 2                                 | 2                       | 305.419       | 49                                       |
| Carieră* | 0                                | 3                                 | 3                       | 708.916       | 503                                      |

- până la 27 mai 2019

## Statisticile prezenței în turneele de Mare Șlem

### Cap de serie în turneele de Mare Șlem
Turneele câștigate de Iastremska sunt marcate cu caractere îngroșate, iar prezența ei în finală este marcată cu caractere italice. 
| An   | Australian Open        | French Open            | Wimbledon    | US Open                |
| ---- | ---------------------- | ---------------------- | ------------ | ---------------------- |
| 2018 | necalificată           | nu a jucat             | necalificată | nu a fost cap de serie |
| 2019 | nu a fost cap de serie | nu a fost cap de serie |              |                        |

### Cele mai bune rezultate în turneele de Mare Șlem
| Australian Open                               | Australian Open                               | Australian Open                               | Australian Open                               |
| 2019 Australian Open (nu a fost cap de serie) | 2019 Australian Open (nu a fost cap de serie) | 2019 Australian Open (nu a fost cap de serie) | 2019 Australian Open (nu a fost cap de serie) |
| Rundă                                         | Adversară                                     | Loc                                           | Scor                                          |
| --------------------------------------------- | --------------------------------------------- | --------------------------------------------- | --------------------------------------------- |
| 1R                                            | Samantha Stosur                               | 75                                            | 7–5, 6–2                                      |
| 2R                                            | Carla Suárez Navarro (23)                     | 23                                            | 6–3, 3–6, 6–1                                 |
| 3R                                            | Serena Williams (16)                          | 16                                            | 2–6, 1–6                                      |

| French Open                               | French Open                               | French Open                               | French Open                               |
| 2019 French Open (nu a fost cap de serie) | 2019 French Open (nu a fost cap de serie) | 2019 French Open (nu a fost cap de serie) | 2019 French Open (nu a fost cap de serie) |
| Rundă                                     | Adversară                                 | Loc                                       | Scor                                      |
| ----------------------------------------- | ----------------------------------------- | ----------------------------------------- | ----------------------------------------- |
| 2R                                        | Carla Suárez Navarro (23)                 | 23                                        | 6–3, 3–6, 6–1                             |

| Wimbledon Championships       | Wimbledon Championships       | Wimbledon Championships       | Wimbledon Championships       |
| 2018 Wimbledon (necalificată) | 2018 Wimbledon (necalificată) | 2018 Wimbledon (necalificată) | 2018 Wimbledon (necalificată) |
| Rundă                         | Adversară                     | Loc                           | Scor                          |
| ----------------------------- | ----------------------------- | ----------------------------- | ----------------------------- |
| Q1                            | Magdalena Fręch               | 118                           | 6–3, 6–2                      |
| Q2                            | Barbara Haas                  | 215                           | 4–6, 2–6                      |

| US Open                               | US Open                               | US Open                               | US Open                               |
| 2018 US Open (nu a fost cap de serie) | 2018 US Open (nu a fost cap de serie) | 2018 US Open (nu a fost cap de serie) | 2018 US Open (nu a fost cap de serie) |
| Rundă                                 | Adversară                             | Loc                                   | Scor                                  |
| ------------------------------------- | ------------------------------------- | ------------------------------------- | ------------------------------------- |
| 1R                                    | Karolína Muchová (Q)                  | 202                                   | 4–6, 2–6                              |

## Cel mai lung șir de victorii consecutive

### Șir de 8 victorii consecutive (2018)
Cele opt meciuri consecutive câștigate de Iastremska în toamna anului 2018 reprezintă cel mai lung șir de victorii din cariera ei până în prezent (Hong Kong și Luxemburg).
| # | Turneu                | Categorie         | Data începerii | Suprafață | Rundă | Adversară           | Locul adversarei | Scor                      |
| - | --------------------- | ----------------- | -------------- | --------- | ----- | ------------------- | ---------------- | ------------------------- |
| – | Beijing Open          | Premier Mandatory | 1 octombrie    | Hard      | 1R    | Zheng Saisai        | No. 63           | 4–6, 3–6                  |
| 1 | Hong Kong Tennis Open | International     | 8 octombrie    | Hard      | 1R    | Fanny Stollár       | No. 129          | 6–4, 6–4                  |
| 2 | Hong Kong Tennis Open | International     | 8 octombrie    | Hard      | 2R    | Zheng Saisai        | No. 58           | 6–3, 6–3                  |
| 3 | Hong Kong Tennis Open | International     | 8 octombrie    | Hard      | QF    | Kristína Kučová     | No. 317          | 7–6(8–6), 6–2             |
| 4 | Hong Kong Tennis Open | International     | 8 octombrie    | Hard      | SF    | Zhang Shuai         | No. 40           | 7–5, 6–4                  |
| 5 | Hong Kong Tennis Open | International     | 8 octombrie    | Hard      | F     | Wang Qiang          | No. 24           | 6–2, 6–1                  |
| 6 | Luxembourg Open       | International     | 15 octombrie   | Hard (i)  | 1R    | Varvara Lepchenko   | Nr. 168          | 6–2, 6–7(10–12), 7–6(7–5) |
| 7 | Luxembourg Open       | International     | 15 octombrie   | Hard (i)  | 2R    | Garbiñe Muguruza    | Nr. 13           | 6–2, 6–3                  |
| 8 | Luxembourg Open       | International     | 15 octombrie   | Hard (i)  | QF    | Margarita Gasparyan | Nr. 124          | 6–1, 6–4                  |
| – | Luxembourg Open       | International     | 15 octombrie   | Hard (i)  | SF    | Belinda Bencic      | Nr. 47           | 2–6, 6–3, 6–7(5–7)        |

## Rezultate în partidele cu jucătoarele din top 10
Rezultatele din partidele Iastremskăi cu jucătoarele care au fost clasate în top 10; numele jucătoarelor care mai sunt încă în activitate sunt scrise îngroșat (actualizare la 24 mai 2019): 
| Adversară                     | Meciuri | Victorii (%) | Hard         | Zgură       | Iarbă     | Ultimul meci                                        |
| Jucătoare clasate pe locul 1  |         |              |              |             |           |                                                     |
| Garbiñe Muguruza              | 2–1     | 67%          | 2–1          | 0–0         | 0–0       | Înfrângere (6-4, 3-6, 3-6) la 2019 Dubai            |
| Karolína Plíšková             | 0–1     | 0%           | 0–0          | 0–1         | 0–0       | Înfrângere (7-5, 6-7 (5-7), 3-6) la 2019 Madrid     |
| Serena Williams               | 0–1     | 0%           | 0–1          | 0–0         | 0–0       | Înfrângere (2-6, 1-6) la 2019 Australian Open       |
| Jucătoare clasate pe locul 4  |         |              |              |             |           |                                                     |
| Samantha Stosur               | 2–0     | 100%         | 1–0          | 1–0         | 0–0       | Victorie (6-0, 6-2) la 2019 Strasbourg              |
| Caroline Garcia               | 1–0     | 100%         | 0–0          | 1–0         | 0–0       | Victorie (6-4, 5-7, 7-6 (7-3)) la 2019 Strasbourg   |
| Jucătoare clasate pe locul 6  |         |              |              |             |           |                                                     |
| Carla Suárez Navarro          | 1–2     | 33%          | 1–0          | 0–2         | 0–0       | Înfrângere (6–2, 6–7(0–7), 0–6) la 2019 French Open |
| Jucătoare clasate pe locul 7  |         |              |              |             |           |                                                     |
| Belinda Bencic                | 1–3     | 25%          | 1–3          | 0–0         | 0–0       | Înfrângere (6-7 (2-7), 3-6) la 2019 Hobart          |
| Jucătoare clasate pe locul 8  |         |              |              |             |           |                                                     |
| Ashleigh Barty                | 0–1     | 0%           | 0–1          | 0–0         | 0–0       | Înfrângere (4-6, 1-6) la 2019 Miami                 |
| Jucătoare clasate pe locul 9  |         |              |              |             |           |                                                     |
| Andrea Petkovic               | 2–0     | 100%         | 0–0          | 2–0         | 0–0       | Victorie (6-2, 6-1) la 2018 Cagnes-sur-Mer          |
| Aryna Sabalenka               | 2–0     | 100%         | 1–0          | 1–0         | 0–0       | Victorie (6-4, 6-4) la 2019 Strasbourg              |
| Julia Görges                  | 0–1     | 0%           | 0–1          | 0–0         | 0–0       | Înfrângere (4-6, 6-3, 4-6) la 2018 New Haven        |
| Jucătoare clasate pe locul 10 |         |              |              |             |           |                                                     |
| Kristina Mladenovic           | 0–1     | 0%           | 0–0          | 0–1         | 0–0       | Înfrângere (3-6, 4-6) la 2019 İstanbul              |
| Total                         | 11–10   | 52.38%       | 6–7 (46.15%) | 5–3 (62.5%) | 0–0 ( – ) |                                                     |

## Legături externe
- Daiana Iastremska la Women's Tennis Association
- Daiana Iastremska la International Tennis Federation
- en Daiana Iastremska la Olympedia.org